# Дрисвяты (деревня)
Дрисвя́ты (бел. Дрысвя́ты, лит. Drūkšiai) — деревня в Видзовском сельсовете Браславского района Витебской области Беларуси. Находится на белорусском берегу озера Дрисвяты рядом с пересечением границ трех государств — Литвы, Латвии и Беларуси.
Находится в 32 км на юго-запад от Браслава.

## История
Согласно археологическим исследованиям, поселение возникло на острове Замок (площадью 0,26 км²), где сохранилось городище, поселение и культурный пласт средневекового города. Первоначально городище днепро-двинской культуры. В XI—XIII веках Дрисвяты вероятно являлись укреплённым пунктом на северо-западной границе Полоцкой земли, небольшим городом возле крепости. Материалы раскопок свидетельствуют о довольно высоком уровне ремесленного производства, торговых связях.
Название деревни происходит от названия озера. Сочетание звуков «д» и «р» некоторые исследователи связывают с финно-угорской основой и переводят как «озеро», «вода». Возможно, название произошло путём трансформации литовских слов driektis — вытянутое, растянутое, или drutas — большой, широкий. К. Буга не исключал, что топоним происходит од славянского — кровавый. У XIX веке, во время русификации края, возникла версия, что название озера и соответственно деревни происходит од слов трое святых, даже было придумано предание, что великая княгиня Елена Ивановна построила на острове храм в честь трёх святителей: святых Василия Великого, Григория Богослова и Иоанна Златоуста, некоторые издания того времени начали писать название в форме Трисвяты. В источниках поселение упоминается под названиями Дрисвет, Дрисват, Дрисвата, Исдрисвата, Дрисвяты.
Впервые в письменных источниках упоминается в начале XV века (1402, 1413) в составе ВКЛ. В городище тогда существовал замок, рядом размещалось поселение. Согласно некоторым мнениям, в Дрисвятах, где существовал вяликокняжеский двор, останавливался бургундский путешественник и дипломат Жильбер де Ланнуа (Guillebert de Lannoy). В 1517 году через Дрисвяты с посольством в Москву проезжал дипломат и путешественник С. Герберштейн. С XVI века Дрисвяты упоминаются как «место», то есть город. В акте Сигизмунда Старого от 6 февраля 1514 года приказывалось: «воеводе… Виленскому пану Николаю Радзивилу державцы Дрысвяцкому, абы збудовал церков Матки Божое набожества светого рымского костёла в месте… Дрысвяцком». От Дрисвяцкого костёла происходит известный образ «Поклонение волхвов» (нач. XVI века). У XV—XVI веках Дрисвятский замок имел довольно важное военное значение и часто страдал от военных действий. Дрисвяты и окрестности имели статус отдельной территориальной единицы — замковой волости, которая непосредственно подчинялась воеводе виленскому. На север и восток от местечка размещались хозяйства бояр, которые получили земельные наделы ещё во времена Витовта за обязанность нести военную службу. Многие из этих хозяйств дали начало современным деревням в окрестностях Дрисвят (Станковичи, Пашавичи, Бейнары, Анисимовичи и др.). После административно-территориальной реформы 1565—1566 годов Дрисвяты вошли в состав Браславского повета.
Остров Замок соединился с берегом озера двумя мостами, которые упоминаются в ряде исторических источников. В 1622 году местечко на острове сгорело и было восстановлено на берегу. Некоторое время строились дома и на острове. У 1682 году владелец Дрисвят великий гетман литовский Казимир-Павел-Ян Сапега приказал перенести все постройки мещан с острова «да плацаў сваіх» в местечко. Инвентарь 1722 года ещё упоминает на острове «двор старый и строений хозяйственных 18 с садом немалым, астраколом обнесённым», дано описание остатков замка. В местечке названа площадь Рынок, которая была с трёх сторон застроена, улицы Кривая, Залужа. В местечке имелись 52 дома, 25 корчмов (11 пивных и 14 водочных), костёл, церковь. Насчитывалось 350—400 жителей, которые занимались, в основном, сельским хозяйством, рыболовством, торговлей. Имелась всего три рамесленника — портной, мясник и пивовар. В 1762 году в местечке 39 дымов. По документам XVII—XVIII веков известен Дрисвятский ключ. Дрисвяты являлись частью Виленской экономии. У XVIII веке это большая территория от озера Дисна на юге до озёр Струсто и Снуды на севере. Имелось 135 деревень, 667 дымов, 16 тыс. десятин земли.
Да конца XVIII века Дрисвяты были государственным владением и отдавались во временное пользование воеводам виленским. Владельцами их были преимущественно представители рода Радзивиллов. Среди них источники упоминают Николая (1470—1522), Криштофа (1547—1603), Карла «Пане Каханку» (1734—1790). В конце XVII века владельцем был великий гетман литовский и воевода виленский К. Я. Сапега. Административно-судебное управление в Дрисвятах от имени государства осуществлял наместник. В 1780 году Дрисвятский ключ перешёл в частную собственность Радзивиллов (в качестве компенсации за 2 млн злотых, которые государственная казна была должна магнатам). От Радзивиллов Дрисвяты в 1790 году приобретает известный государственный деятель, композитор М. К. Огинский. В 1794 году он продаёт имение и в этом же году вносит в фонд восстания Т. Костюшки 118 тыс. злотых. В августе 1794 года повстанческий отряд под командованием М. Огинского действует неподалёку от Дрисвят. При подавлении восстания местечко было разграблено и сожжено. Согласно переписи 1794 года здесь насчитывалось 45 дымов. В конце XVIII века работала школа (1781 — 15 учеников, 1782 — 19). У XIX веке Дрисвяты — центр волости Браславского повета Виленской губернии, с 1843 года Новоалександровского уезда Ковенской губернии. В 1794—1865 годах Дрисвятами владели Лапотинские. За участие в восстании 1863—1864 годов Г. Лапотинская была выслана в Тамбовскую губернию, а её имущество распродано. С 1865 года владельцами Дрисвятов стал рижский губернатор А. Этинген, в начале XX века имением владели бароны Гильденбанды. В конце XIX века в местечке 205 жителей.
Во время Первой мировой войны осенью 1915 года деревня была на короткое время оккупирована немецкими войсками и впоследствии освобождена частями 5-й кавалерийской дивизии РИА. За эту операцию, в частности, был награждён Георгиевским оружием ротмистр Каргопольского драгунского полка Адриан Козлов. Деревня находились на линии фронта и была полностью разрушена.
В 20-е — 30-е года XX века находились в составе II Речи Посполитой. В 1939 году вместе с другими территориями Западной Белоруссии были включены в состав Белорусской ССР. Дрисвяты были захвачены частями немецкой армии во время Великой Отечественной войны и освобождены 10 июля 1944 года 517 стрелковым полком 1-го Прибалтийского фронта. В советское время в деревне была построена ГЭС Дружба народов. В настоящее время центр совхоза «Авангард», входит в Видзовский сельсовет.

## Достопримечательности
- Поселение и городище на острове Замок
- грунтовый могильник в урочище Пашавичи
- остатки парка XIX века
- Петропавловская церковь (1908, арх. А. Шпаковский)
- Дрисвятский Петропавловский костёл (1929, арх. Л. Витан-Дубейковский)
- остатки оборонительных укреплений 1-й мировой войны